# Kuifmakaak
De kuifmakaak, Sulawesimakaak of zwarte makaak (Macaca nigra)  is een uitsluitend op het Indonesische eiland Sulawesi voorkomende apensoort. Hoewel het dier soms zwarte baviaan of Celebesbaviaan genoemd wordt, is het geen baviaan maar een makaak.

## Kenmerken
De kuifmakaak heeft een geheel zwarte vacht. Op de kop heeft hij een stijve, harige kap (de kuif), die bij opwinding opgezet wordt. De gezichtshuid is ook zwart. Aan weerszijden van de neus lopen twee richels, en ook de wenkbrauwbogen zijn opvallend. De kuifmakaak wordt 52 tot 57 centimeter lang. Het staartje is zeer klein, slechts 2,5 centimeter lang. Mannetjes wegen gemiddeld 9,9 kilogram, vrouwtjes 5,5 kilogram.

## Verspreiding
De kuifmakaak komt enkel voor in de regenwouden op het noordoostelijke schiereiland van Celebes. Behalve deze soort leven er nog zo'n zeven soorten makaken op andere delen van het eiland. Het leefgebied van de kuifmakaak overlapt gedeeltelijk met dat van Temmincks makaak (Macaca nigrescens), een soort die soms als ondersoort van de kuifmakaak wordt beschouwd. Tussen beide soorten komen sporadisch kruisingen voor. De kuifmakaak is geïntroduceerd op het Molukse eiland Batjan.
De kuifmakaak leeft in gemengde groepen van soms wel honderd dieren. Kuifmakaken leven voornamelijk van vruchten.

## Galerij

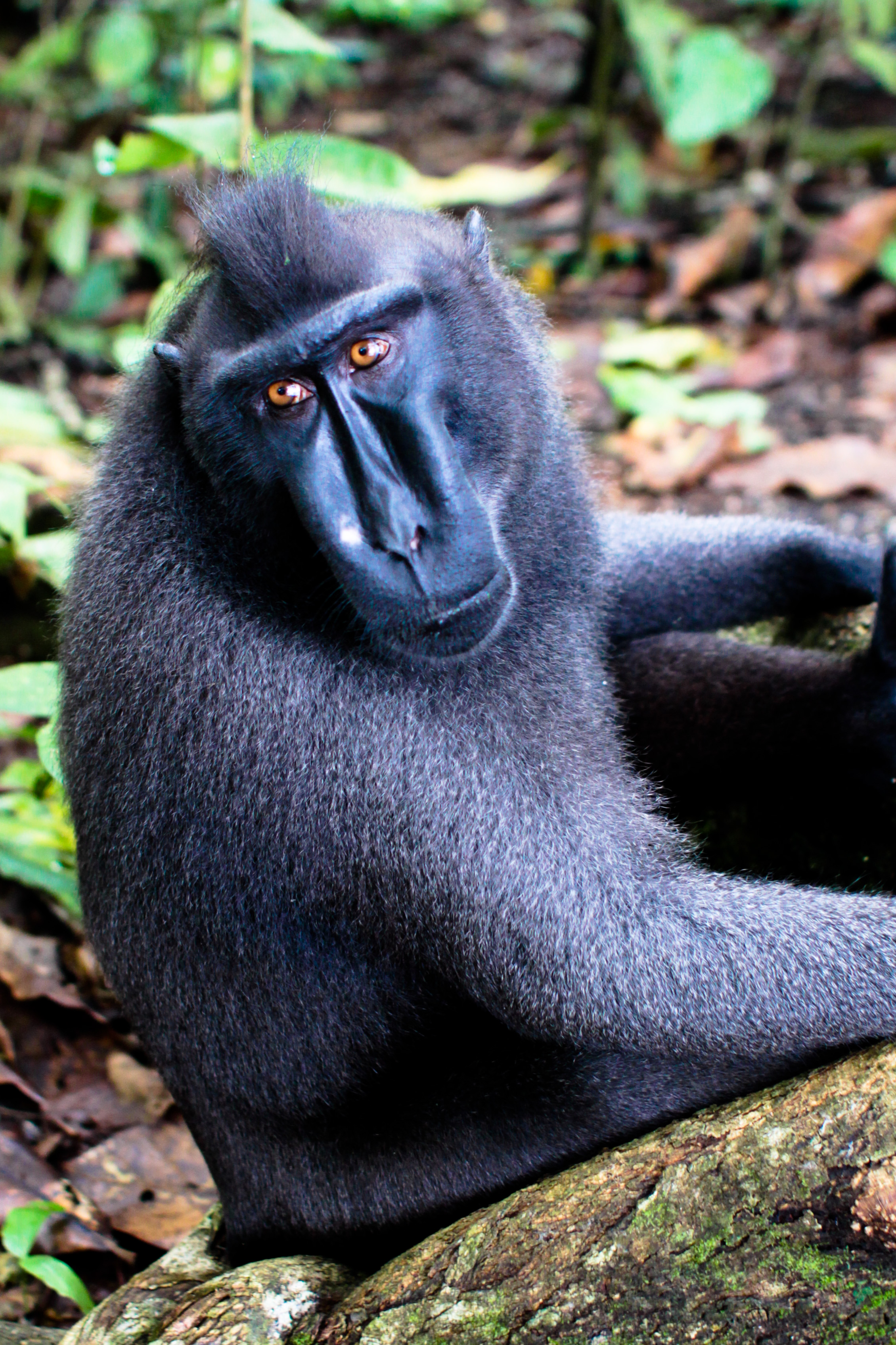
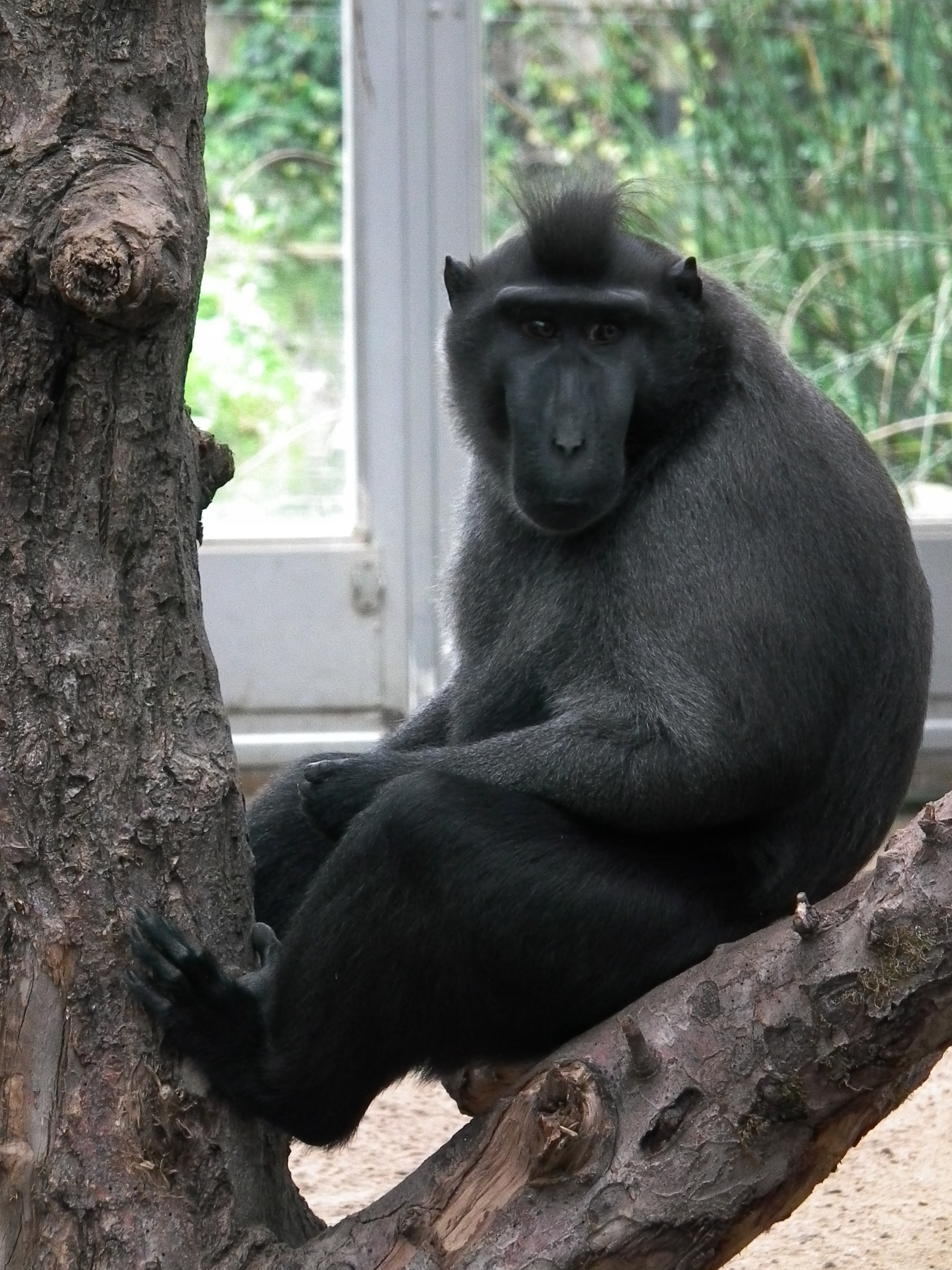
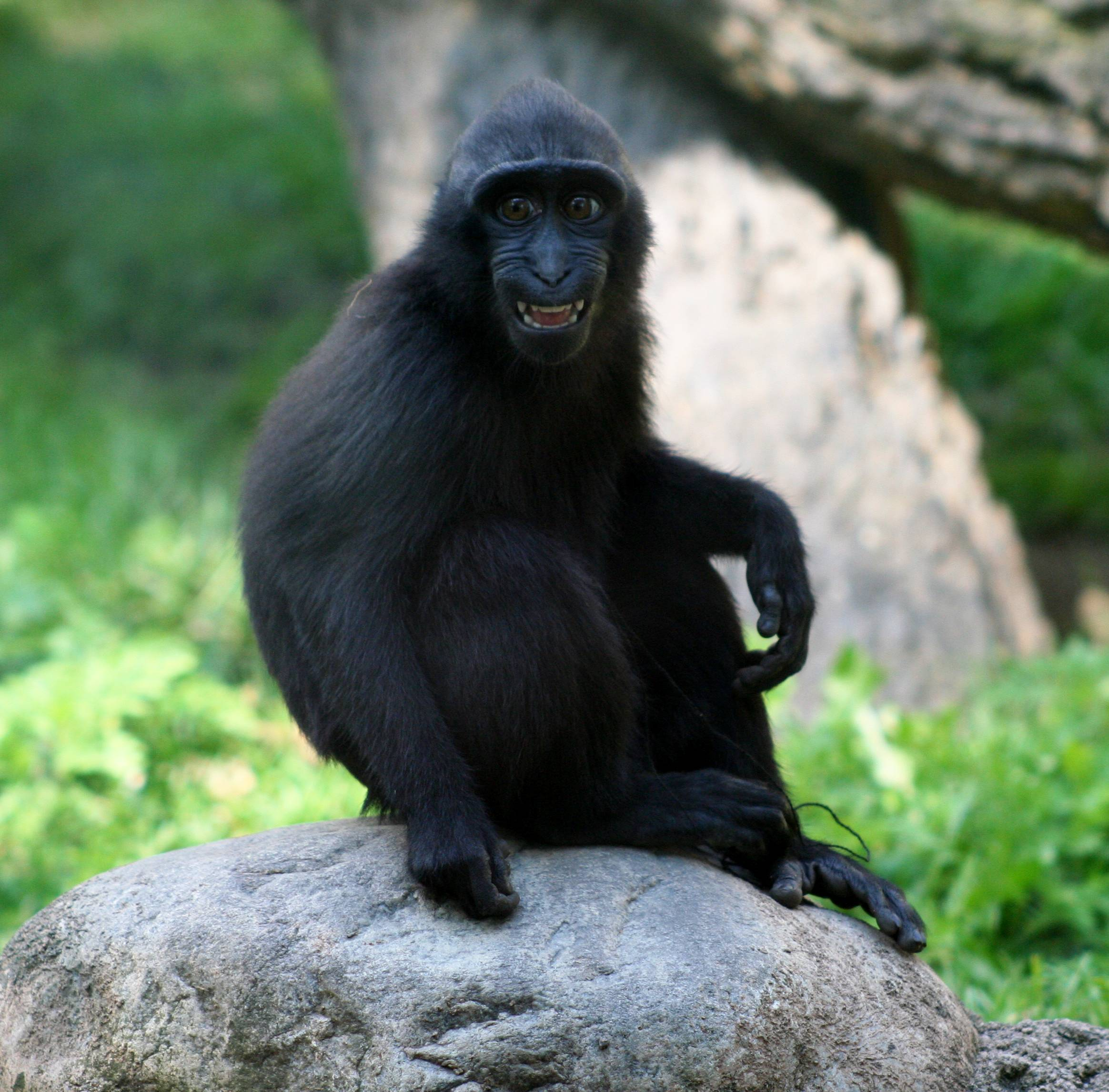
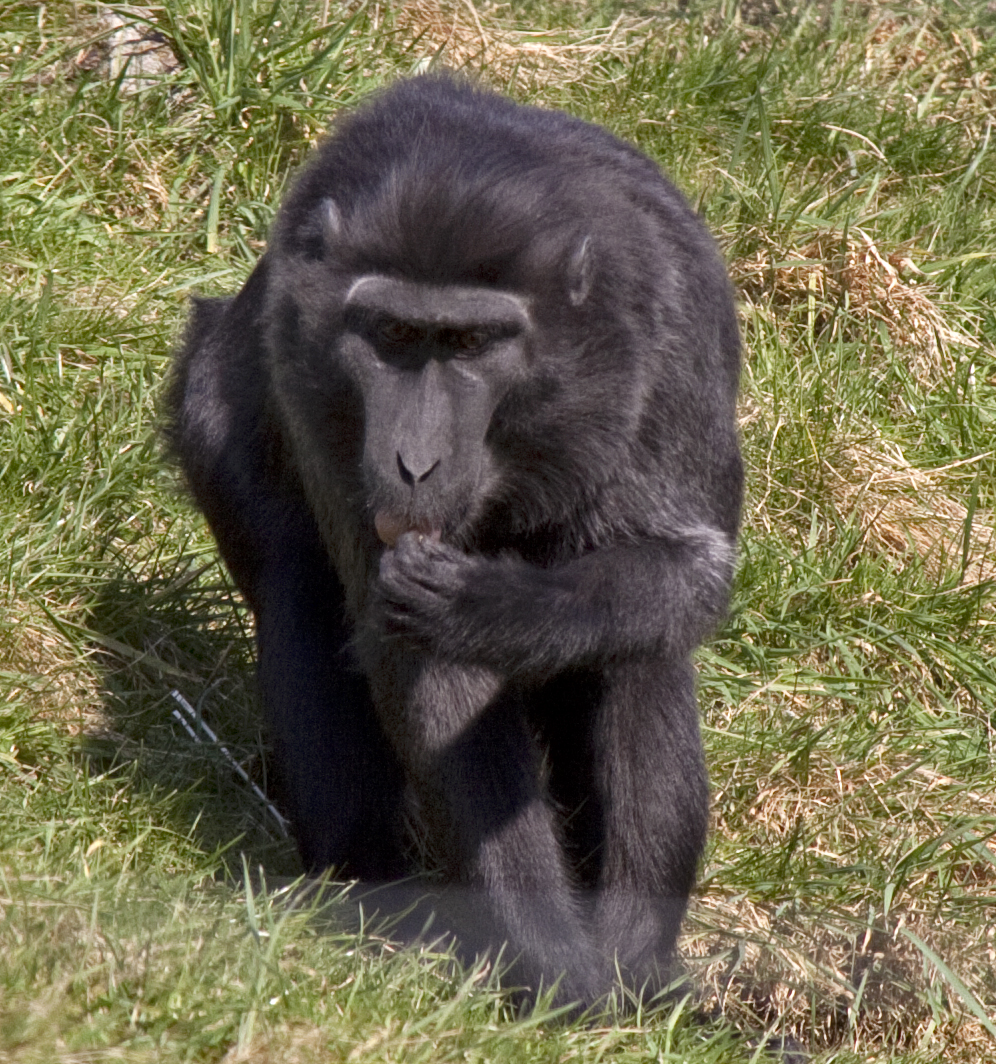
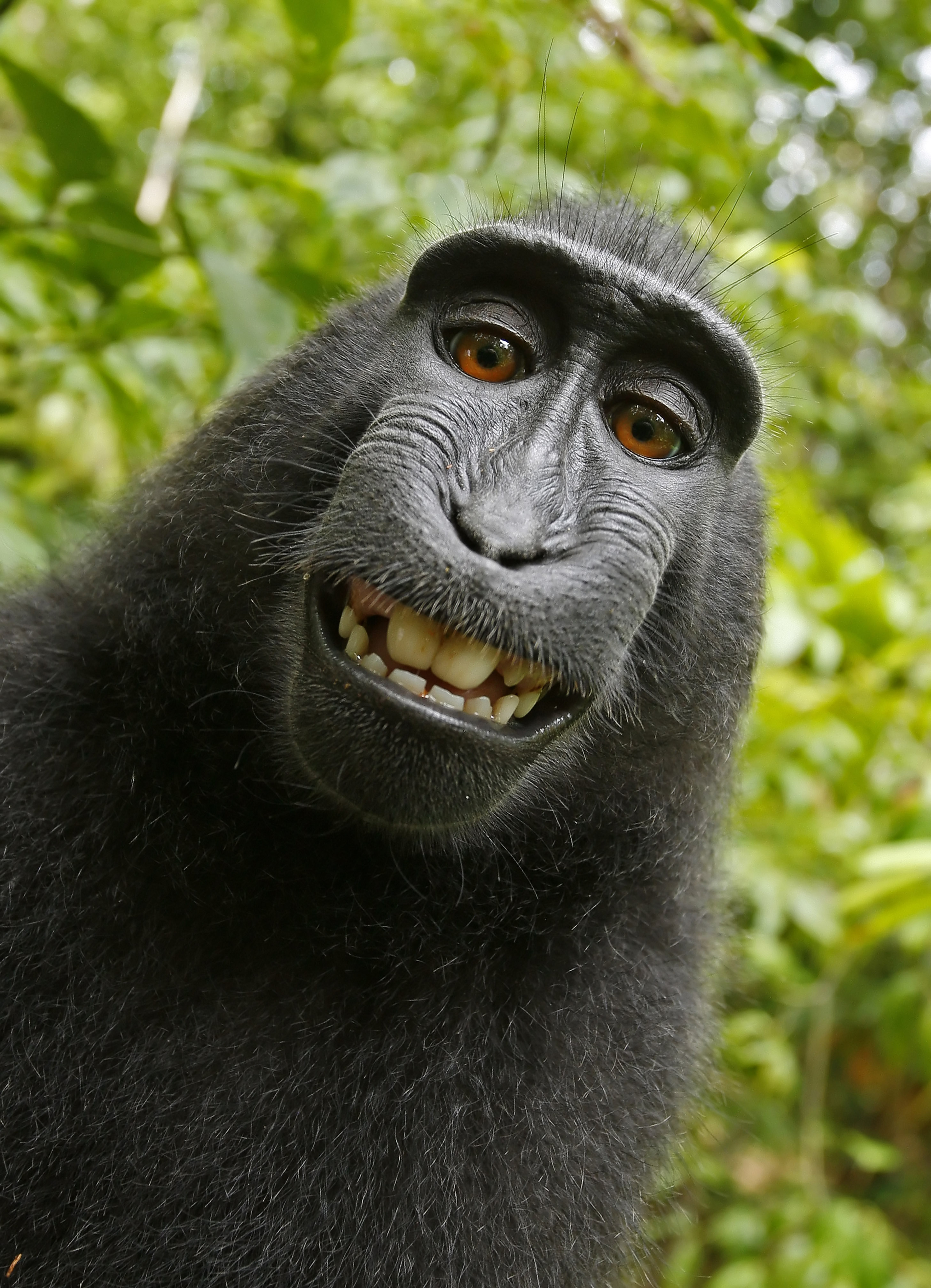